# 布科沃湖

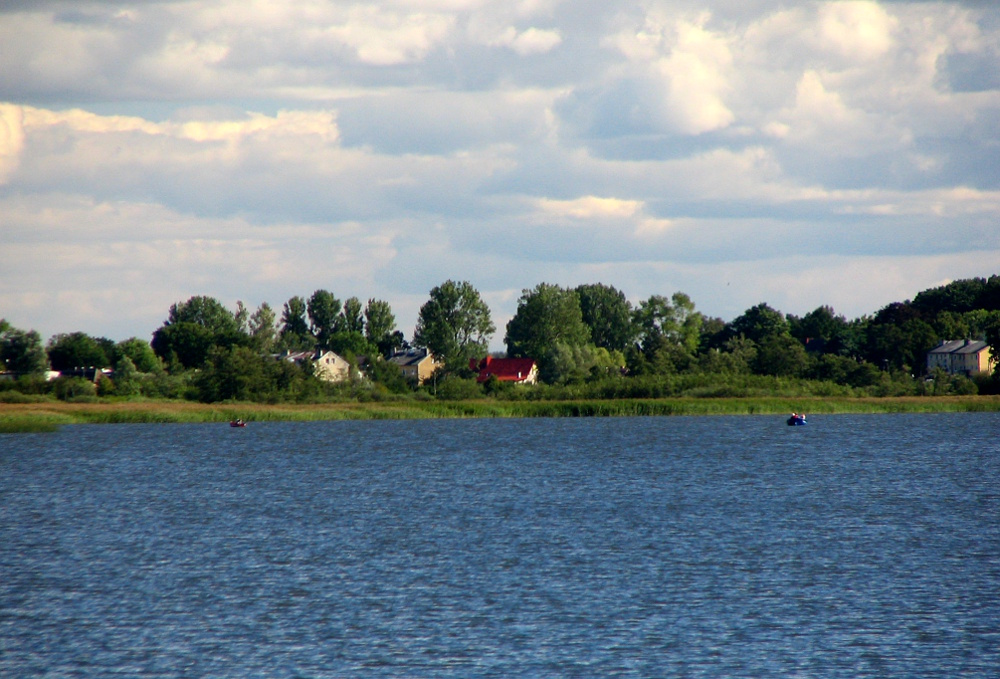
布科沃湖

布科沃湖（波蘭語：Bukowo）是波蘭的湖泊，位於該國西北部西波美拉尼亞省，長8.5公里、寬3公里，面積17.47平方公里，處於海拔水平面，平均水深1.8米，最大水深2.8米，湖中有約20種魚類棲息。